# Pyrausta ankaratralis
Pyrausta ankaratralis is een vlinder van de familie van de grasmotten (Crambidae). De wetenschappelijke naam van deze soort is voor het eerst voorgesteld door Hubert Marion en Pierre Viette in een publicatie uit 1956.
De soort komt voor op Madagaskar.